# Kew Gardens (Toronto)

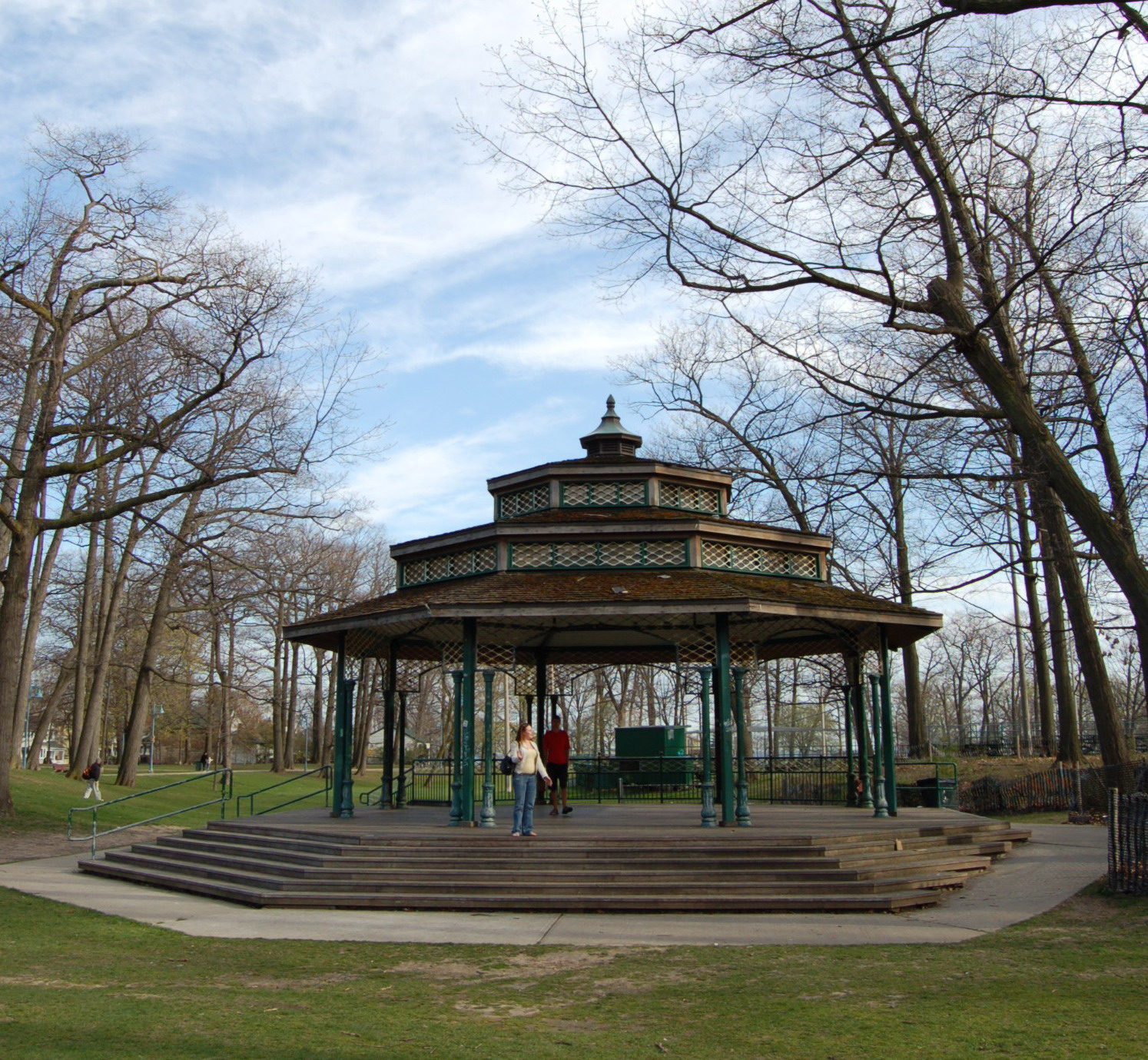
Konzertpavillon im Park

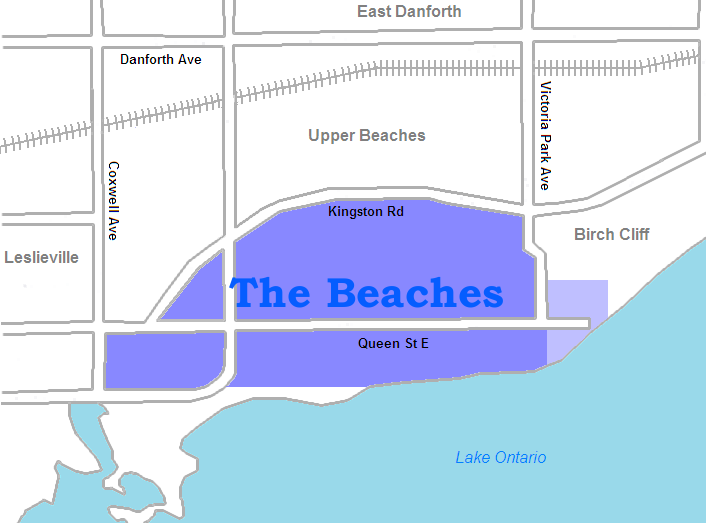
Karte des Stadtteils The Beaches

Kew Gardens ist ein Park im Stadtviertel The Beaches am Ontariosee östlich der Altstadt von Toronto. Die Parkanlagen erstrecken sich von Queen Street East bis zum Seeufer Kew Beach.

## Geschichte
Ursprünglich stand an jener Stelle der acht Hektar große Bauernhof von Joseph Williams in den 1850er Jahren. Als immer mehr Besucher aus der Stadt begannen, den See als Naherholungs- und Ausflugsziel zu nutzen, verwandelte er seine Liegenschaft in eine Touristenattraktion. Er legte einen großen Park an und baute ab 1879 verschiedene Freizeiteinrichtungen auf dem Gelände. Den Namen The Canadian Kew Gardens wählte er in Anlehnung an Kew Gardens im südwestlichen London.
Der Farmer baute für sich selbst ein stattliches Haus auf dem Terrain, das heute als Wohnung des Parkaufsehers genutzt wird. Am Seeufer legte er Bootsanlegestellen und ein Strandbad an. Landeinwärts gab es für Picknicks geeignetes Gelände, Tennisplätze, Spazierwege und Rasenkegeln. Ein festes Clubhaus sowie mietbare Gästehäuser wurden errichtet. Alkoholausschank gab es dort absichtlich nicht, Williams wünschte einen familientauglichen „Ort der unschuldigen Genüsse“. Es wurde rasch ein beliebtes Ausflugsziel, da es bequem über Queen-Streetcar-Straßenbahnen für Leute aus der Stadt Toronto erreichbar war.
Im Jahre 1907 gelangte der Vergnügungspark durch Ankauf für 43.700 Dollar ins Eigentum der Stadtverwaltung Torontos und wurde in einen öffentlichen Stadtpark umgewandelt. Über die folgenden Jahre wurde das sumpfige Land im Süden verfüllt und die Strand- und Uferzone neu gestaltet. Die meisten Gebäude der Anfangszeit wurden entfernt, da der kommerzielle Vergnügungspark in das weit ausgedehntere Gelände Scarboro Beach Amusement Park in der Nähe umzog.

## Gegenwart
In der Gegenwart ist der Park einer der meistgenutzten öffentlichen Treffpunkte in The Beaches. Es gibt dort einen Tennisclubplatz, ein Baseball-Spielfeld, eine abgegrenzte Hunde-Freilaufzone, einen Teich und jeden Winter eine Eisbahn für Schlittschuhläufer und solche, die es lernen wollen. Von den historischen Gebäuden sind nur mehr Williams’ Haus, der Konzertpavillon sowie die Leuty Lifeguard Station des Strandbads übrig. In der nordöstlichen Ecke des Parks befindet sich die historische Beaches-Zweigstelle der Toronto Public Library. Eine Anzahl von Denkmälern befinden sich ebenfalls auf dem Gelände, darunter das Dr. William D. Young Memorial. Hier befinden sich ebenfalls alljährlich im Juli die Hauptbühnen des Beaches International Jazz Festival, das als Non-Profit-Veranstaltung über vier Tage Zehntausende Menschen anzieht.

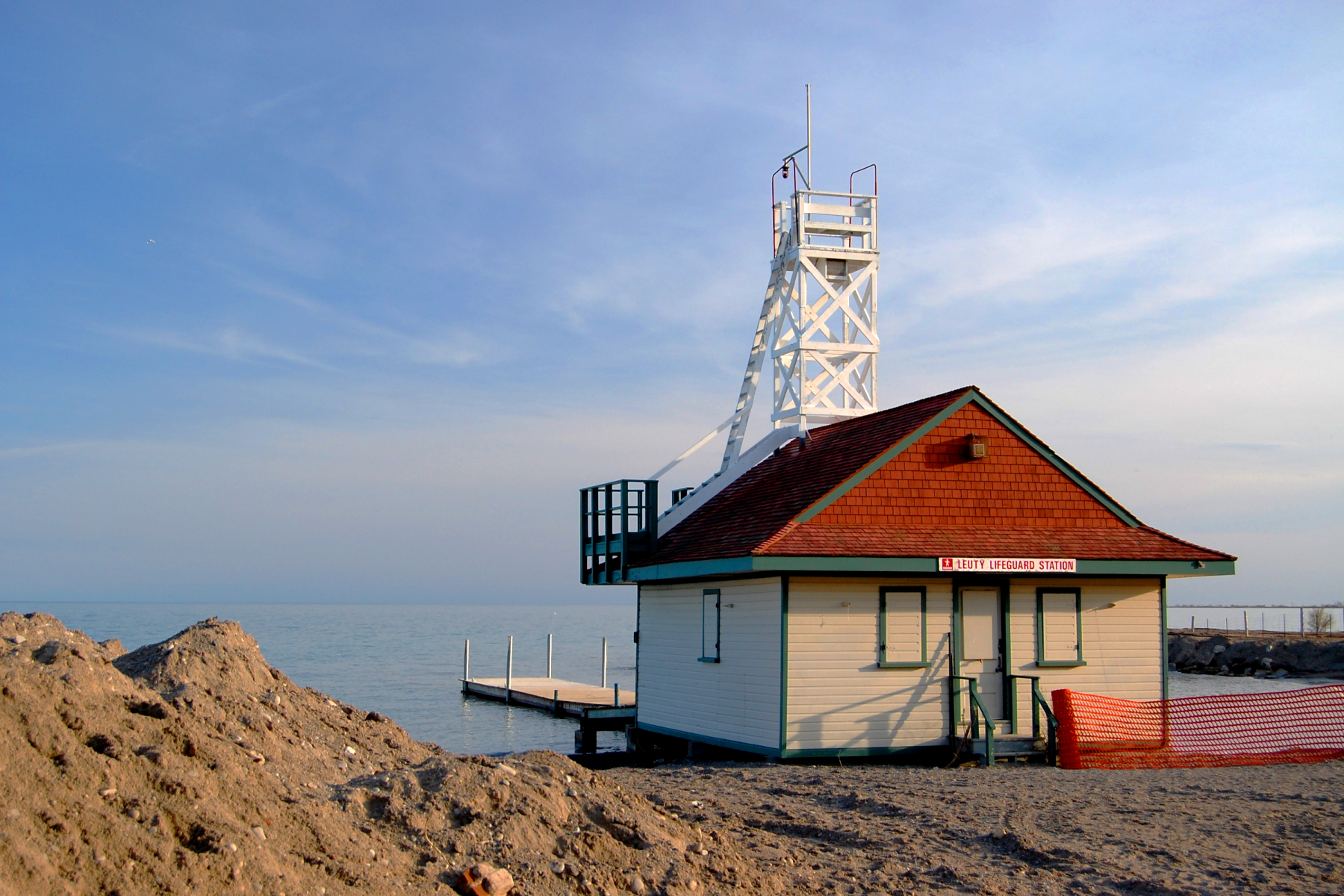
Leuty Lifeguard Station Toronto The Beaches
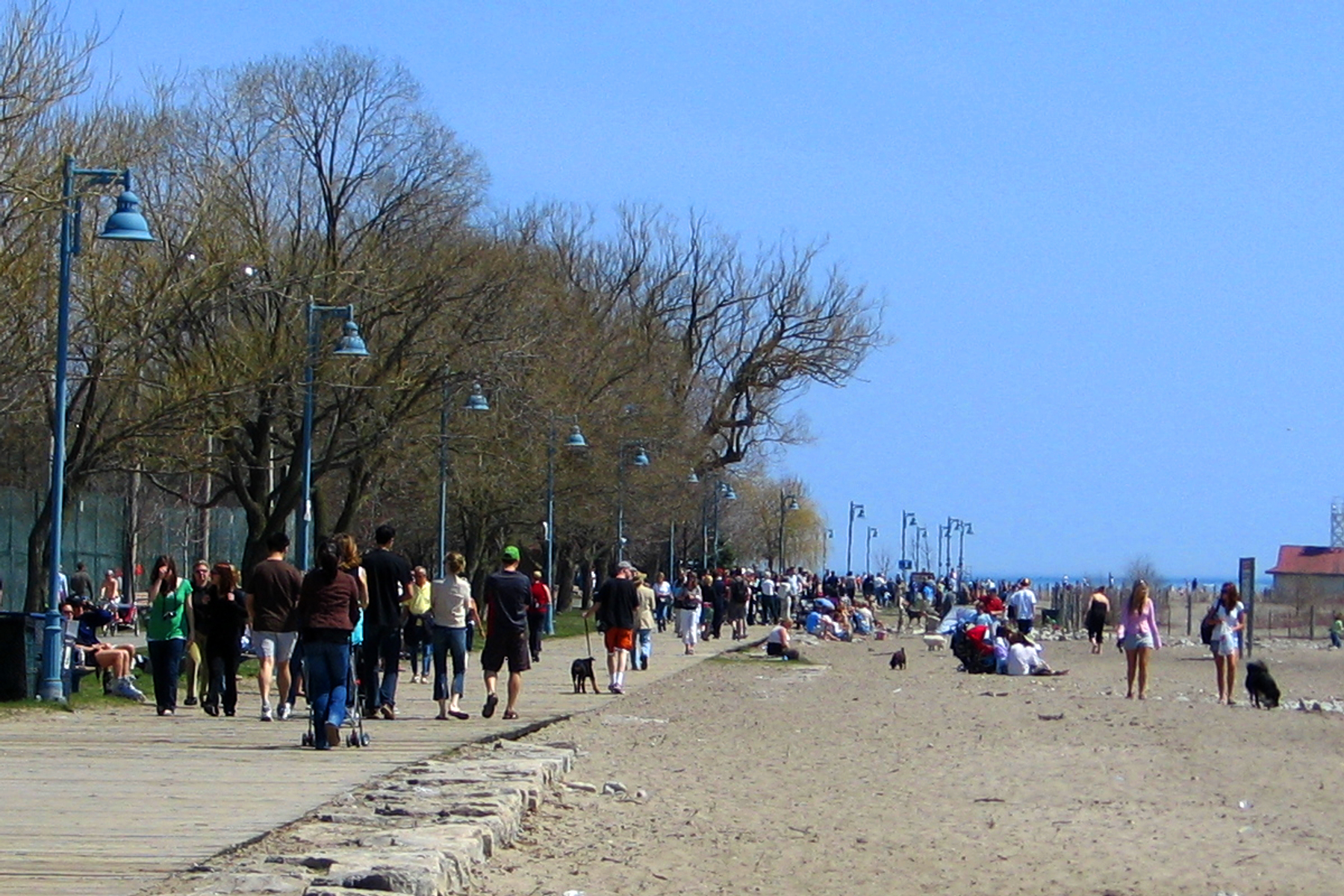
Boardwalk The Beaches Toronto
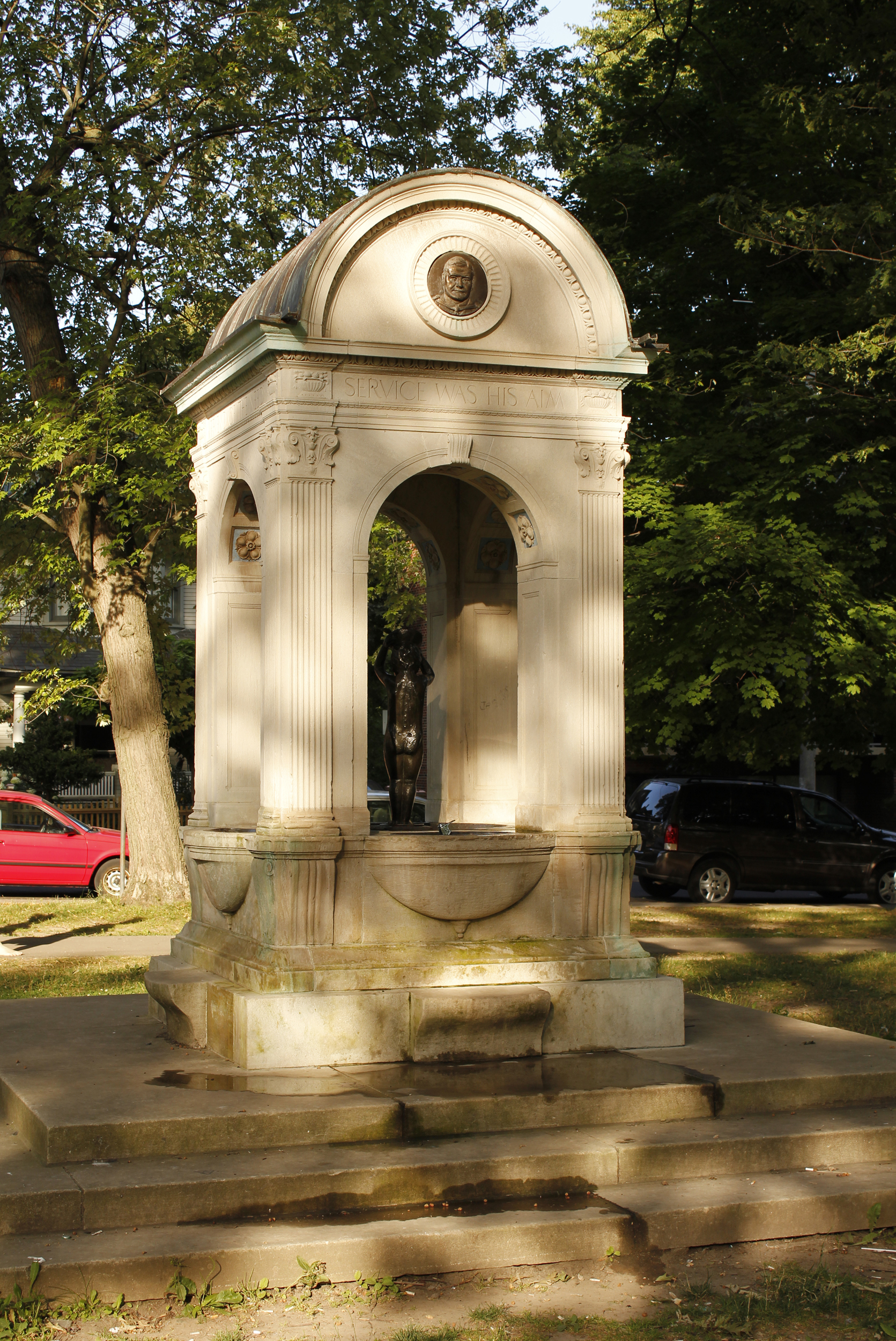
William D. Young Memorial Monument
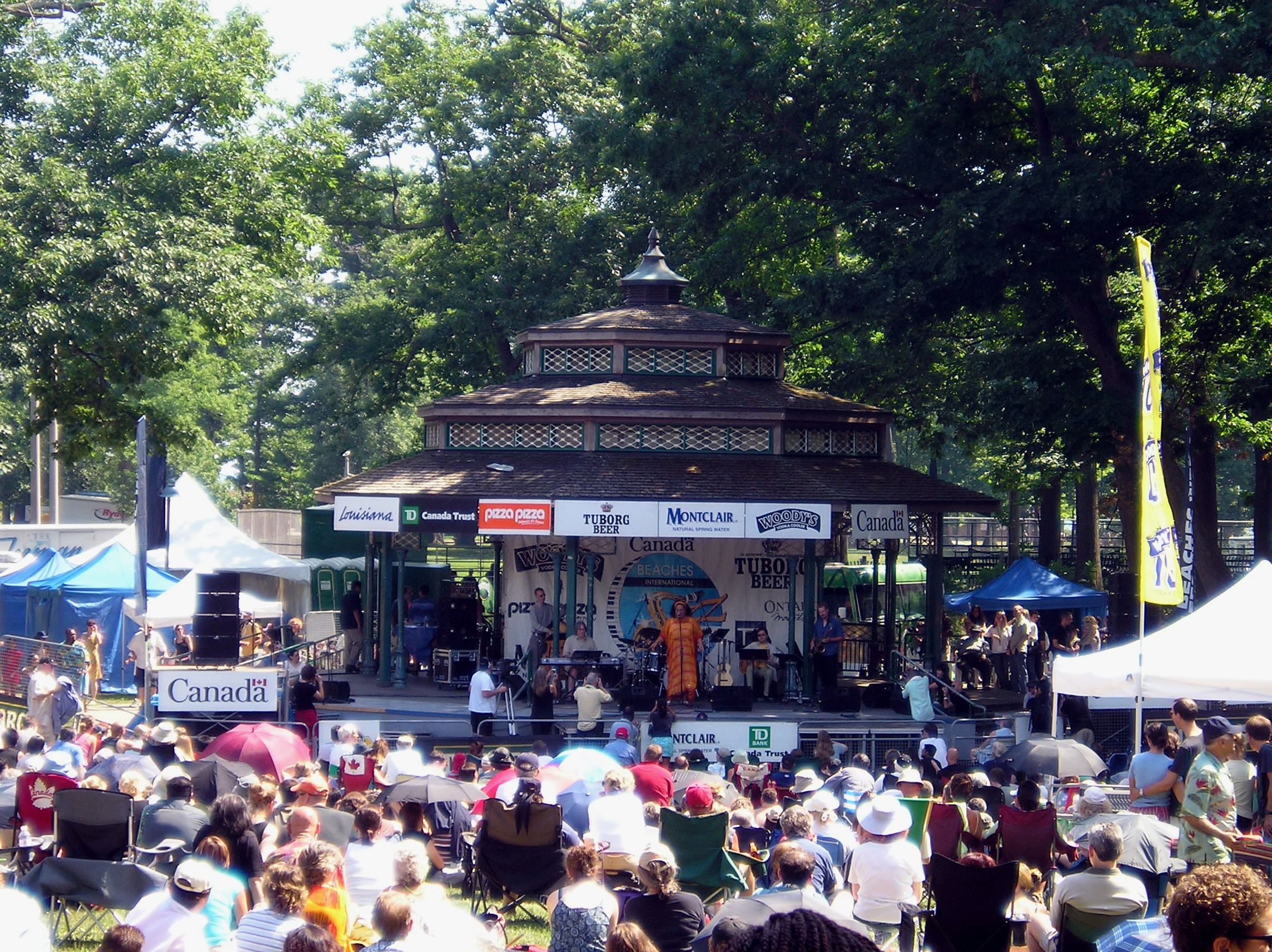
Beaches International Jazz Festival 2005